# Evangelische Pfarrkirche (Güttersbach)

Evangelische Pfarrkirche in Güttersbach (von Süden)

Die evangelische Pfarrkirche in Güttersbach, einem Ortsteil der Gemeinde Mossautal im Odenwaldkreis in Hessen, ist die älteste Kirche im südlichen Odenwaldkreis und wurde als Pfarrkirche der umliegenden Orte bereits 1290 erwähnt. Sie steht als Kulturdenkmal unter Denkmalschutz. Die Kirchengemeinde Güttersbach und Mossau gehört zum Dekanat Odenwald der Propstei Starkenburg der Evangelischen Kirche in Hessen und Nassau.

## Geschichte
Die bereits im hohen Mittelalter bestehende Kirche hat ein ähnliches Alter wie die nahe Wasserburg Güttersbach, die wohl unvollendet blieb oder schon nach kurzer Zeit zerstört worden ist. Zum Kirchspiel Güttersbach zählten einst Hiltersklingen, Hüttenthal, Olfen, Gras-Ellenbach und Dürr-Ellenbach, zeitweilig auch Unter-Mossau.

## Beschreibung

Altar

Der etwas eingezogene Westturm ist der älteste Teil der Kirche, sein Sockel stammt noch aus romanischer Zeit. Das einschiffige Langhaus stammt im Kern aus der Zeit der frühen Gotik und erfuhr spätgotische Veränderungen. Der 1480 datierte, eingezogene rechteckige Chor und die seitlich daran angebaute Sakristei weisen ein Sterngewölbe auf. Die Kirche verfügt über eine Kanzel aus dem frühen 18. Jahrhundert, eine Orgel von 1740 sowie ein Glasfenster in der Sakristei, das im 19. Jahrhundert aus Teilen wesentlich älterer Glasfenster zusammengesetzt wurde und als Geschenk der Grafen von Erbach in die Kirche kam.
Unter der Kirche soll die Quelle ihren Ursprung haben, die im Gewölbekeller des nahen, im späten 16. Jahrhundert nordöstlich unterhalb der Kirche erbauten Pfarrhauses gefasst ist. Von dieser Quelle rührt die Bezeichnung Quellkirche, wie sie nicht nur für die Kirche in Güttersbach, sondern auch für die in Hesselbach, Schöllenbach und Falken-Gesäß gebräuchlich ist.
Im ehemaligen Kirchhof befinden sich ein spätgotisches Kruzifix von 1503 sowie zwei alte Grabmale des 18. Jahrhunderts. Die Bruchsteinmauer um den Kirchhof ist im Norden und Westen noch original erhalten und mit „Bischofsmützen“ abgedeckt.
Bei der Friedhofslinde im Kirchhof hinter dem Chor der Kirche befindet sich eine runde Steinbank mit monolithem Steintisch. Einer Legende nach soll es sich dabei um den Richtplatz eines Fehmgerichts gehandelt haben, wahrscheinlicher jedoch war es die Haingerichtsstätte des Dorfes, das zur Zent Beerfelden innerhalb des Amtes Freienstein, ab dem 16. Jahrhundert dann zum Amt Michelstadt zählte.